# Hemorragia intracraneal
La hemorragia intracraneal ocurre cuando de forma espontánea y súbita hay ruptura de un vaso sanguíneo dentro del cerebro. Ello resulta en sangrado que se acumula en el parénquima cerebral causando una repentina hipertensión intracraneal y un probable accidente cerebrovascular hemorrágico. Las hemorragias intracraneales son emergencias médicas asociadas a una alta morbilidad y mortalidad. La tomografía es la prueba más sensible para el diagnóstico de una hemorragia intracerebral.

## Clasificación
Hay dos tipos principales de hemorragias intracraneales no traumáticas, la hemorragia intraparenquimatosa y la hemorragia subaracnoidea.
La hemorragia intraparenquimatosa constituye la primera causa de muerte por hemorragias cerebrales, aproximadamente un 16% de los pacientes fallecen indiferentemente del tratamiento.[cita requerida] La hipertensión arterial es la principal causa predisponente en el 80% de los casos. Otros trastornos asociados son una malformación arteriovenosa (MAV) cerebral, los tumores, y la diátesis hemorrágica.
La vasculopatía hipertensiva afecta el putamen en un 50-60%, el tálamo,  protuberancia y los hemisferios cerebelosos. Esta hipertensión prolongada produce esclerosis arteriolar en las arteriolas que penetran estos sitios en el cerebro. Se desarrollan luego pequeñas aneurismas por debilitamiento y dilatación segmentaria que predisponen a la rotura del vaso.
La evolución clínica depende del tamaño y localización de la lesión. En pacientes mayores de 70 años, el 10% de las hemorragias cerebrales se debe a la presencia de amiloide en las arterias cerebrales. La hemorragia que se aprecia en la periferia de los hemisferios cerebrales se llama hemorragia intracerebral lobular, mientras que si aparece en otras estructuras cerebrales como el cerebelo o el tálamo, se llama hemorragia intracerebral profunda.

### Hemorragia subaracnoidea
Se observan en el espacio subaracnoideo, entre la aracnoides y la piamadre. La causa más frecuente es la ruptura de un aneurisma vascular y este constituye el cuarto trastorno vascular cerebral más frecuente después de la trombosis ateroesclerótica, la embolia y la hemorragia intraparenquimatosa hipertensiva. Otras causas menos frecuentes son la rotura de un hematoma intracerebral en el espacio subaracnoideo o las malformaciones vasculares.

## Patología
La clínica es producida directamente por:
- Destrucción del tejido cerebral
- Desplazamiento de estructuras intracerebrales
- Edema cerebral, hidrocefalia y hernias cerebrales

## Etiología
La hemorragia puede provenir de una anomalía en el vaso sanguíneo en cuestión (aneurisma, angioma, aterosclerosis), o asociada a hipertensión arterial, coagulopatías, tumores e infartos hemorrágicos, este último es la razón más frecuente. Ciertas anomalías congénitas pueden también ocasionar una hemorragia intracraneal, tales como las fístulas aterovenosas o telangiectasias.